# Matthew Spiller
Matthew „Matt“ Spiller (* 7. Februar 1983 in Daysland, Alberta) ist ein ehemaliger kanadischer Eishockeyspieler, der im Verlauf seiner aktiven Karriere zwischen 1999 und 2013 unter anderem 395 Spiele in der American Hockey League (AHL) auf der Position des Verteidigers bestritten hat. Darüber hinaus absolvierte Spiller weitere 68 Partien für die Phoenix Coyotes und New York Islanders in der National Hockey League (NHL).

## Karriere
Spiller verbrachte seine Juniorenzeit zwischen 1999 und 2003 bei den Seattle Thunderbirds in der Western Hockey League (WHL). In diesem Zeitraum konnte sich der Verteidiger allmählich steigern. Nachdem ihm in seinen ersten beiden Jahren jeweils nur elf Scorerpunkte gelungen waren, schloss er die Saison 2002/03 mit 35 Punkten ab. Zusätzlich erreichte er eine Plus/Minus-Wertung von +50 und stellte damit den Saisonbestwert auf, der mit dem WHL Plus-Minus Award prämiert wurde. Während seiner Zeit in Seattle war der Kanadier im NHL Entry Draft 2001 bereits in der zweiten Runde an 31. Stelle von den Phoenix Coyotes ausgewählt worden.
Zur Spielzeit 2003/04 erhielt der Abwehrspieler einen Vertrag bei den Coyotes. In seiner ersten Saison als Profi kam Spiller zu 51 Einsätzen für Phoenix, dabei blieb der Rookie aber punktlos. Zudem stand er in 21 Partien für Phoenix’ Farmteam, die Springfield Falcons, in der American Hockey League (AHL) auf dem Eis. Aufgrund des Lockouts der NHL-Saison 2004/05 kamen in der folgenden Spielzeit keine weiteren Einsätze zu Spillers Vita hinzu. Stattdessen verbrachte er die Saison bei den Utah Grizzlies in der AHL. Erst im Verlauf der Spielzeit 2005/06 folgten weitere acht NHL-Spiele für die Coyotes. Hauptsächlich kam er bis zum Ende seines Vertrags am Ende des Spieljahres 2006/07 aber für Phoenix’ neuen AHL-Kooperationspartner San Antonio Rampage zu Einsatzminuten. Zur Saison 2007/08 wurde der Abwehrspieler als Free Agent für ein Jahr von den New York Islanders verpflichtet. Im Saisonverlauf wurde Spiller zumeist bei deren AHL-Farmteam Bridgeport Sound Tigers eingesetzt, er absolvierte aber auch neun Spiele für die Islanders. Im Sommer 2008 war Spiller erneut vertragslos, fand im September aber in den New Jersey Devils einen neuen Arbeitgeber, der ihn in der Spielzeit 2008/09 bei den Lowell Devils in der AHL einsetzte.
Im Oktober 2009 wagte der Kanadier den Wechsel nach Europa, wo sich Spiller den Bílí Tygři Liberec aus der tschechischen Extraliga anschloss. Das Engagement endete aber bereits zwei Monate später nach nur acht Spielen, als der Defensivspieler nach Nordamerika zurückkehrte. Dort hatte er ein Angebot der Bloomington PrairieThunder aus der International Hockey League (IHL) angenommen. Nach der Saison 2009/10 zog sich der 27-Jährige aus dem Profisport zurück. Lediglich in der Spielzeit 2012/13 kam er nach fast drei Jahren aus dem Ruhestand zurück und absolvierte im Februar sowie März 2013 jeweils eine Partie für die Florida Everblades in der ECHL.

### International
Auf internationaler Bühne nahm Spiller mit der Auswahlmannschaft der westlichen kanadischen Provinzen unter dem Teamnamen Canada Pacific an der World U-17 Hockey Challenge 2000 teil. Dort gewann er mit der Mannschaft die Bronzemedaille. Darüber hinaus absolvierte der Verteidiger wenige Monate später den Nations Cup 2000, die Vorgängerveranstaltung des Ivan Hlinka Memorial Tournaments. Diesen konnte die kanadische Mannschaft mit dem Gewinn der Goldmedaille abschließen.

## Erfolge und Auszeichnungen
- 2000 Bronzemedaille bei der World U-17 Hockey Challenge
- 2000 Goldmedaille beim Nations Cup
- 2001 Teilnahme am CHL Top Prospects Game
- 2003 WHL Plus-Minus Award

## Karrierestatistik

### International
Vertrat Kanada bei:
- World U-17 Hockey Challenge 2000
- Nations Cup 2000

(Legende zur Spielerstatistik: Sp oder GP = absolvierte Spiele; T oder G = erzielte Tore; V oder A = erzielte Assists; Pkt oder Pts = erzielte Scorerpunkte; SM oder PIM = erhaltene Strafminuten; +/− = Plus/Minus-Bilanz; PP = erzielte Überzahltore; SH = erzielte Unterzahltore; GW = erzielte Siegtore; 1 Play-downs/Relegation; Kursiv: Statistik nicht vollständig)